# Jan Becker (Schauspieler)
Jan Becker (* 29. Juni 1973 in Münster) ist ein deutscher Schauspieler.

## Leben
Jan Becker wurde in Hiltrup in Nordrhein-Westfalen geboren und wuchs in Münster auf. Nach seiner Fachhochschulreife besuchte er von 1995 bis 1999 die Otto-Falckenberg-Schule, eine Fachakademie für darstellende Kunst in München.
Danach begann er zunächst als Theaterschauspieler zu arbeiten u. a. in Mainz, Frankfurt am Main, Hamburg, Hannover, Lübeck, Bielefeld und Berlin. Er spielt auf der Theaterbühne ein breites Repertoire, das Dramen deutschsprachiger Autoren der Klassik und Romantik beinhaltet, aber auch Stücke der Jahrhundertwende, der Moderne und des zeitgenössischen Theaters wie z. B. den Fabrikanten Sigismund Sülzheimer im Stück Im weißen Rößl. Bis heute führt er regelmäßig den Eintakter Der Kontrabaß von Patrick Süskind auf.
Eine seiner ersten Fernsehrollen spielte er 1999 neben Robin Williams und Armin Mueller-Stahl in einer Neuverfilmung des Romans „Jakob der Lügner“ als deutscher Soldat. Bundesweit bekannt wurde er als Oberleutnant Deffke in der ZDF-Fernsehserie Die Rettungsflieger, eine Rolle, die Becker von 2005 bis 2007 verkörperte.
Jan Becker lebt und arbeitet in Berlin und Lübeck als Regisseur und Schauspiel- sowie Sprachcoach.

## Filmografie (Auswahl)
- 1998: Der König von St. Pauli (Fernsehserie)
- 1999: Jakob der Lügner
- 1999: Zugriff (Fernsehserie)
- 2000: Der Mörder in dir
- 2000: Fast ein Gentleman (Fernsehserie)
- 2002: Für alle Fälle Stefanie (Fernsehserie)
- 2003: Ein starkes Team – Blutsbande (Fernsehserie)
- 2004: Bella Block (Fernsehserie)
- 2005: Die Wache (Fernsehserie)
- 2005–2007: Die Rettungsflieger (Oberleutnant Deffke) (Fernsehserie)
- 2009: Letzter Versuch (Kurzfilm)
- 2013: Sterbehilfe (Kurzfilm)

## Theater (Auswahl)
- seit 1999: Der Kontrabaß
- 2014: Der Kredit
- 2016: Das Bild
- 2017: Venedig im Schnee

## Regie (Auswahl)
- 2018: Match Me If You Can (Theater 23)
- 2019: Mörderische Verkettung (Theater FreiSpiel)